# Hiện tượng quan sát thấy UFO ở Pháp
Đây là danh sách những trường hợp được cho là đã nhìn thấy vật thể bay không xác định hoặc UFO ở Pháp.

## 815
- 815, Lyon, Auvergne-Rhône-Alpes. Tổng giám mục vương triều Caroling tên là Agobard thành Lyon, đã mô tả trong tác phẩm của ông nhan đề De Grandine et Tonitruis ("Về Mưa đá và Sấm sét") về một "khu vực nhất định mang tên Magonia là nơi xuất hiện những con tàu bay trên mây", và cách ông ngăn chặn cái chết bằng đá của "ba người đàn ông và một phụ nữ nói rằng họ đã rơi khỏi từ chính những con tàu này".[1][2]

## 1952
- Ngày 17 tháng 10 năm 1952, Oloron-Sainte-Marie. Nhiều người đã nhìn thấy UFO hình điếu xì gà kèm theo 30 vật thể hình đĩa. Những UFO nhỏ hơn này đã thả một bông silic trắng bao phủ các cành cây và mái nhà.[3][4] Một số người Pháp hoài nghi cho rằng UFO là hiện tượng quang học do sự khúc xạ của tia nắng mặt trời gây ra và bông silic là do sự di cư của nhện đồng.[5]

## 1954
- Ngày 10 tháng 9 năm 1954, Quarouble, Nord. Một nhân viên đường sắt đã chứng kiến hai sinh vật nhỏ bé bước lên UFO và bay lên trời. Những điều kỳ lạ đã xảy ra trong khu vực vào những ngày tiếp theo. Vụ việc đã nhận được sự chú ý của giới truyền thông.

## 1965

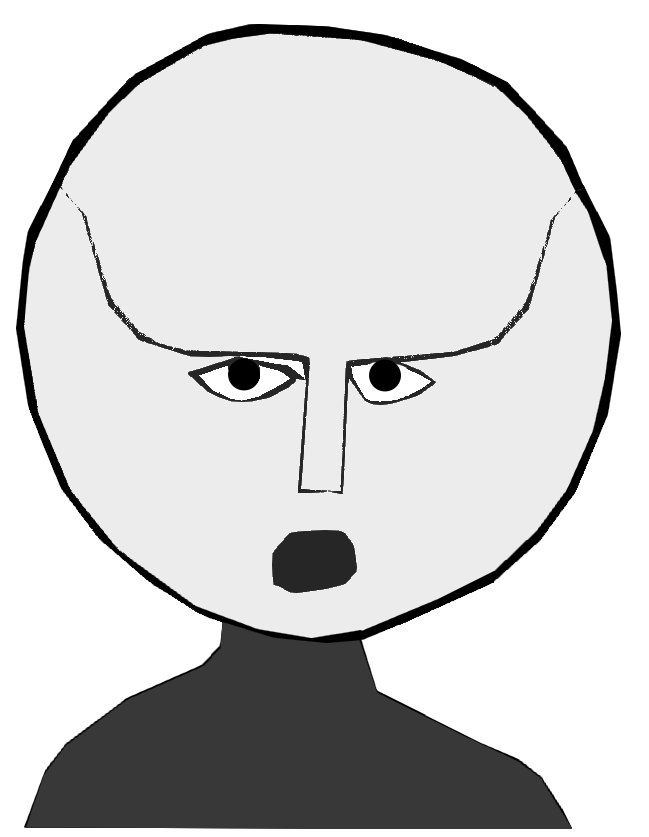
Bản vẽ miêu tả một trong những sinh vật này theo cuốn sách La nouvelle vague des soucoupes volantes.

- Ngày 1 tháng 7 năm 1965, Valensole, Alpes-de-Haute-Provence. Một cuộc tiếp xúc cự ly gần và nhìn thấy UFO khả nghi của tay nông dân mang tên Maurice Masse. Theo lời Masse kể lại thì ông gặp mặt hai sinh vật nhỏ gần một chiếc phi thuyền hình cầu đã hạ cánh xuống một cánh đồng gần đó. Masse tuyên bố rằng ông bị tê liệt khi một trong những sinh vật chĩa một vật giống như ống về phía mình. Masse cho biết ông đã quan sát những sinh vật đang nhìn cây cỏ và phát ra những âm thanh càu nhàu cho đến khi chúng quay trở lại phi thuyền và bay đi. Theo lời kể của vợ, Masse cho biết ông có nhận được một số hình thức giao tiếp từ các sinh vật này, coi cuộc gặp gỡ của mình là "một trải nghiệm tâm linh" và coi địa điểm này là "vùng đất linh thiêng" mà "nên được lưu giữ mãi mãi trong gia đình ông".[6] Giới nghiên cứu UFO coi những tuyên bố của Masse là quan trọng và dẫn chứng "dấu ấn của thiết bị hạ cánh" được tìm thấy trong khu đất nơi đây.[7]

- Tháng 9 năm 1965. Fort-de-France, Martinique. Vào cuối tháng 9 năm 1965, tại bến cảng ở Fort-de-France lúc 9 giờ 15 phút tối, hàng trăm nhân chứng đã nhìn thấy một quả cầu hoặc đĩa ánh sáng trên bầu trời. Nó di chuyển chậm rãi từ tây sang đông rồi lượn một vòng, để lại một vệt phát sáng. Phần cuối quỹ đạo của nó được quan sát qua ống nhòm. Nó biến mất lúc 9 giờ 50 phút tối. Báo cáo của Michel Figuet, thủy thủ cầm lái thứ nhất (tài công) của Hạm đội Pháp ở Địa Trung Hải.[8]

## 1967
- Ngày 29 tháng 8 năm 1967, Cussac, Cantal. Hai đứa trẻ gồm cậu anh trai và cô em gái, tuyên bố họ là nhân chứng của cuộc gặp gỡ với UFO và chủ nhân trong đó.

## 1976
- Ngày 5 tháng 11 năm 1976. Rives / Voreppe, Isère. Một nhà vật lý người Pháp gọi là Tiến sĩ S. đã nhìn thấy một cái "đĩa phát sáng di chuyển trên bầu trời" khi đang lái xe về nhà gần Voreppe ở phía Grenoble. Nó "sáng hơn trăng rằm" và hơi dẹt. Do nó di chuyển giữa các ngọn núi nên có thể ước tính khoảng cách của nó trong khoảng từ 9 đến 36 kilômét (5,6 và 22,4 dặm). Đây là Trường hợp GEPAN Số 76305443. Hiện tượng tương tự cũng được một số người nhìn thấy trên đường thẳng dài hơn 250 kilômét (160 dặm) từ Clermont-Ferrand đến Grenoble. Từ đó, có thể ước tính rằng nó đang di chuyển ở độ cao từ 1.500 đến 2.500 feet (460 đến 760 m).[8]

## 1978
- Ngày 19 tháng 6 năm 1978. Gujan-Mestras, Gironde. Có vài người đã chứng kiến một UAP làm tắt đèn cả thành phố Gujan-Mestras. Vụ việc này được cảnh sát địa phương và GEPAN điều tra.[8]

## 1981
- Ngày 8 tháng 1 năm 1981, Trans-en-Provence, Var. Vụ Trans-en-Provence này được giới nghiên cứu UFO coi là một trong những trường hợp hiếm hoi UFO để lại dấu vết vật chất. Những người chỉ trích cho rằng đây chỉ là một trò đùa,[9] và dấu vết này là lốp xe mà thôi.[10]

## 1982
- Ngày 21 tháng 10 năm 1982, Nancy, Pháp. Lúc 12 giờ 30 phút sáng, một vật thể hình trứng rơi xuống một khu vườn và lơ lửng trên mặt đất. Sau 20 phút, vật thể lặng lẽ cất cánh lên bầu trời. Nhân chứng, một nhà sinh vật học, báo cáo rằng khi UFO bay lên, cỏ bên dưới nó cũng dựng thẳng lên. Vào buổi chiều, nhân chứng ghi nhận rằng hai cây rau dền nằm gần UFO đã bị héo lá. Nhân chứng đã gọi cho đội hiến binh, họ liền tới kiểm tra trong vườn và lấy một số mẫu cây rau dền. Phân tích các mẫu do GEIPAN thực hiện cho thấy thực vật đã bị mất nước, nhưng không có bằng chứng nào về bức xạ.[11]